# نیروگاه برق آبی وروتوک

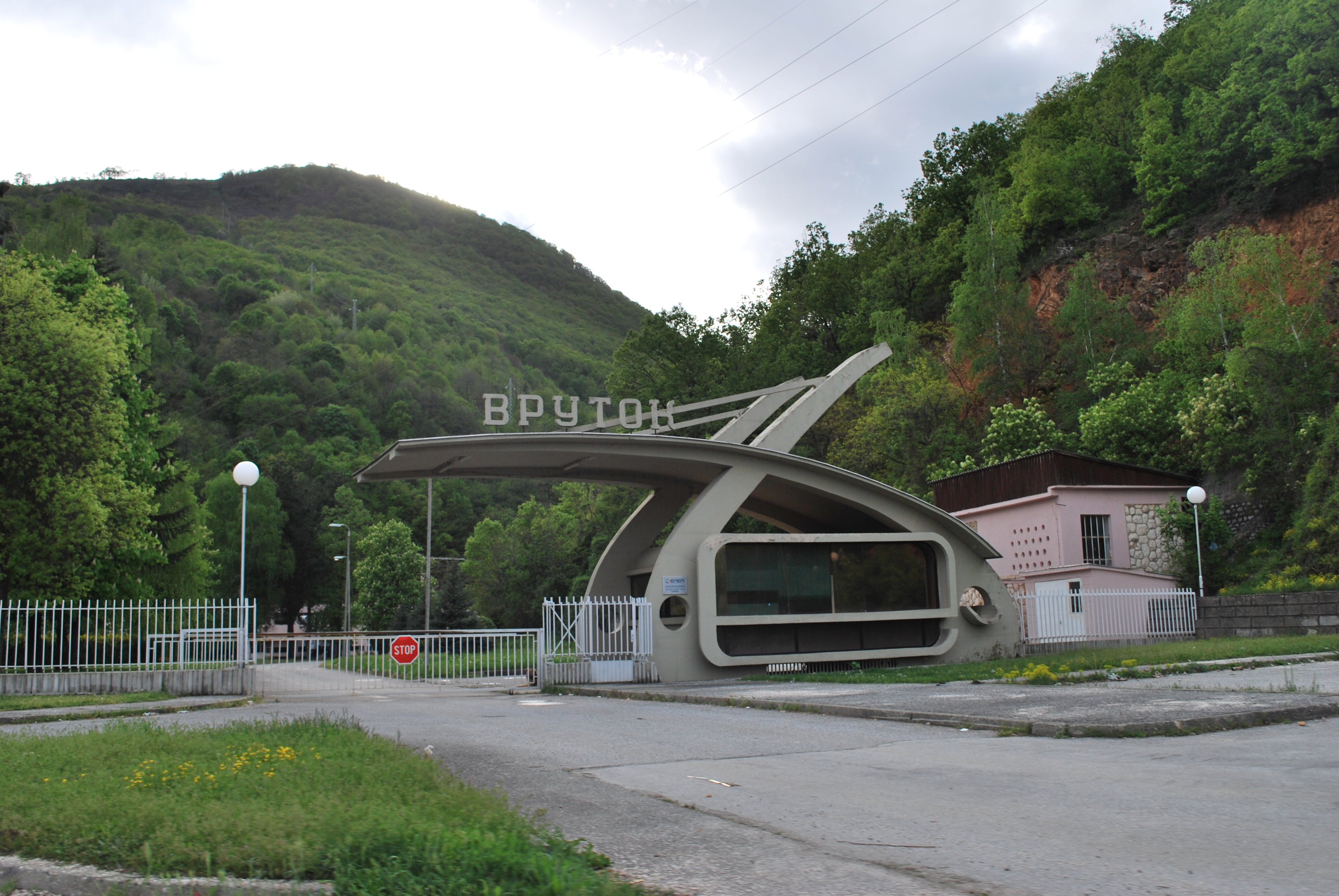
نیروگاه برق آبی وروتوک

نیروگاه برق آبی وروتوک (به لاتین: Vrutok Hydroelectric Power Station) یک نیروگاه برقابی در مقدونیه شمالی است که در شهرداری گوستیور واقع شده‌است.